# Jonas Sima
Jonas Gunnar Sima, född 31 maj 1937 i Hudiksvalls församling, Gävleborgs län, är en svensk filmare, journalist och 
författare. 

## Biografi
Jonas Sima är uppvuxen i Ljusdal i Hälsingland. Han avlade en fil. kand.-examen vid Uppsala universitet 1964. I 33 år var han knuten till tidningen Expressen, först som filmkritiker i elva år, därefter som reporter. De sista två åren – han slutade på tidningen vid millennieskiftet – skrev han personliga intervjukrönikor på sistasidan. Samtidigt med journalistiken har Sima verkat som filmare, framför allt med dokumentärer. Han har fortsatt att arbeta som frilans med filmer, journalistik, böcker och som föreläsare, framför allt inom ABF. Han skriver i tidningar och andra publikationer, samt medverkar regelbundet som krönikör i hälsingetidningarna Hudiksvalls Tidning, Ljusdals-Posten, Ljusnan och Söderhamns-Kuriren.
Sima har utgivit och medverkat (medförfattare) i ett 20-tal böcker, bland annat i intervjuboken Bergman om Bergman (1970), skrivit tre barnböcker om Blåsjöbarna (1974–1977), givit ut en samling med Anderz Harnings kåserier, Harnings bästa droppar (1993) och författat en biografi om Snoddas, Sverige i oskuldens tid (1996). I skriften Vi på Svartviksslingan (2005) berättare han om människor och öden i sitt bostadsområde Minneberg i Bromma.
Sedan kulturgruppen Hälsinge Akademi bildades 1988 är Sima dess sekreterare. Hösten 2006 kandiderade han till riksdagen på socialdemokraternas lista i Stockholm. Han har också haft en del förtroendeuppdrag, bland annat suttit i TCO:s kulturnämnd och åtta år (1998–2006) i Stockholms Stadsteaters styrelse och är sekreterare i KSF, Kulturarbetarnas socialdemokratiska förening i Stockholm.
Han har varit redaktör för fyra av Hälsinge Akademis sex antologier om landskapet, såsom Här är platsen – hemskheter och härligheter i Hälsingland, som utkom 2007 med sin andra upplaga på Akademins förlag. I boken har han skrivit bland annat om nazismen i hemlandskapet. I Hälsinge Akademis festskrift Kalas-Praktika (2009) har Sima bland annat skrivit om hur man kokar simpsoppa. I Akademins senaste antologi, Hälsingeliv, nya hemligheter, hemskheter och härligheter (2014) har Sima bidragit med en essä om jazzlegenden Åke ”Stan” Hasselgårds öde.
Sima medverkade i den uppmärksammade antologin Citizen Schein (2010) om filmchefen och debattören Harry Schein med uppsatsen Konflikternas mästare. I antologin Murvelminnen (2012) är Sima en av de 45 journalister som bidrar med en berättelse ur journalistlivet.
Sima har hunnit göra drygt 60 dokumentära filmproduktioner och ett par långfilmer, flertalet visade i TV. Senaste produktionerna är Filmaren i Storskogen visad i SVT 2009, Inget jävla joll!, 2010, Lisbet, en samtalsfilm med Lisbeth Palme visad i SVT 2011, och kortfilmen I min Mozartficka (2012).

### Familj
Jonas Sima är far till journalisten Jonna Sima.

## Filmografi[9]

### Roller
- 1967 - Livet är stenkul - gäst på Operabaren
- 1970 - Röde skräddarn - intervjuare
- 1972 - Georgia, Georgia - journalist på presskonferensen
- 1980 - Barna från Blåsjöfjället - TV-kameramannen vid invigningen
- 1996 - Vildhussen - redaktören
- 2002 - Kalle Kamrat - sig själv
- 2004 - Storsamlaren på Hillsta - intervjuare
- 2009 - Lärdomsgiganten- samtalspartner

### Regi
- 1962 - Dragarbrunn
- 1965 - Den våta stenen (Ett rondo amoroso)
- 1967 - Kajsa
- 1968 - Porträtt av Per!!
- 1968 - Tage
- 1969 - Matchen (Fotbollssyn av Jonas Sima)
- 1970 - Röde skräddarn
- 1970 - Välkommen till Grekland (En filmaffisch av Jonas Sima och konstnären Savas Tzanetakis)
- 1971 - En filmförfattare
- 1971 - Älgjakten
- 1972 - Oh, mein Poppe!' (Ett popperi på en clown)
- 1972 - Revolutionen i Sveg
- 1973 - Cosmic Love
- 1973 - Döden tänkte jag mig inte så
- 1973 -   Våran Olof
- 1974 - Drömmål
- 1975 - Den förälskade filmkritikern
- 1976 - Hej Amerika, lyssna!
- 1976 - Countryland
- 1977 - Ljuset från Ljusdal
- 1977 - Den Nya Södern
- 1979 - Min katt är död
- 1979 - Härliga Tider Strålande Tider
- 1980 - Barna från Blåsjöfjället
- 1981 - Mitt paradis
- 1981 - God vän med Skapelsen
- 1982 - gladdokumentären Glada Hudik
- 1983 - Pipmäster
- 1983 - Åke Hasselgård Story
- 1983 - Varning!Harning!
- 1984 - På tur med Tor
- 1985 - Från mina sinnen
- 1986 - Tant Brun
- 1988 - De sista skidåkarna
- 1990 - Ljuset i dalen
- 1991 - Putte à la clarinette
- 1990 - I huvet på n'Gamlin:
- 1991 - Putte på Stampen
- 1991 - Jag var ung en gång för länge sen
- 1992 - Döden i Finnskogarna
- 1993 - Dragspelskungen (Carl Jularbo 100 år)
- 1995/96 - Vilja gå vidare
- 1996 - Vildhussen (Ett dokumentärspel om Nordens största naturkatastrof)
- 1997/98 - Nalen
- 1999 - Klarinettkungar
- 2002 - Kalle Kamrat
- 2003 - Solo
- 2004 - Storsamlaren på Hillsta
- 2005 - I huvet på en entreprenör
- 2008/09 - Filmaren i Storskogen
- 2009 - Lärdomsgiganten

### Manus
- 1965 - Den våta stenen (Ett rondo amoroso)
- 1968 - Tage
- 1969 - Matchen (Fotbollssyn av Jonas Sima)
- 1970 - Röde skräddarn
- 1970 - Välkommen till Grekland (En filmaffisch av Jonas Sima och konstnären Savas Tzanetakis)
- 1971 - Älgjakten
- 1972 - Revolutionen i Sveg
- 1972 - Oh, mein Poppe! (Ett popperi på en clown)
- 1972 - Revolutionen i Sveg
- 1973 - Cosmic Love
- 1973 - Döden tänkte jag mig inte så
- 1973 -  Våran Olof
- 1974 - Drömmål
- 1977 -  Ljuset från Ljusdal
- 1979 - Min katt är död
- 1979 - Härliga tider strålande tider
- 1980 - Barna från Blåsjöfjället
- 1981 - God vän med Skapelsen
- 1982 - Gladdokumentären Glada Hudik
- 1983 - Åke Hasselgård Story
- 1985 - Från mina sinnen
- 1986 - Tant Brun
- 1988 - De sista skidåkarna
- 1989 - Ljuset i dalen
- 1991 - Putte à la clarinette
- 1991 - Jag var ung en gång för länge sen
- 1992 - Döden i Finnskogarna
- 1996 - Vildhussen (Ett dokumentärspel om Nordens största naturkatastrof)
- 2002 - Kalle Kamrat
- 2004 - Storsamlaren på Hillsta
- 2009 - Filmaren i Storskogen
- 2010 - Inget jävla joll!
- 2011 - Lisbet